# الوین مارتین
الوین مارتین (به انگلیسی: Alvin Martin) زادهٔ ۱۹ ژوئیه ۱۹۵۸ بازیکن فوتبال اهل انگلستان بود که سابقهٔ بازی در تیم ملی فوتبال انگلستان را در کارنامهٔ خود دارد. وی در تاریخ ۱۲ مه ۱۹۸۱ نخستین بازی ملی خود را در مقابل تیم ملی فوتبال سوئیس انجام داد و با حضور در ۱۷ بازی ملی، در تاریخ ۱۰ سپتامبر ۱۹۸۶ واپسین بازی ملی‌اش را در برابر تیم ملی فوتبال سوئد برگزار کرد.